# Flore Vesco
Pour les articles homonymes, voir Vesco.
Flore Vesco, née en 1981, est une autrice française de livres pour la jeunesse. Elle écrit des romans historiques où l'humour et le travail de la langue occupent une grande place,.

## Biographie
Flore Vesco est née en 1981 à Paris. Après avoir enseigné le français en collège, elle publie son premier roman, De cape et de mots, en 2015. Ce roman historique fantaisiste connaît le succès en librairie.  
Dans Louis Pasteur contre les loups-garous, elle met en scène un Louis Pasteur imaginaire dans une intrigue policière. Dans Gustave Eiffel et les âmes de fer, elle raconte les aventures du créateur de la Tour Eiffel dans un Paris fantastique, sur fond de révolution industrielle. 
Avec L'Estrange Malaventure de Mirella, elle revisite le conte Le Joueur de flûte de Hamelin des frères Grimm en y insérant des mots de la langue médiévale,,. Pour Télérama : « Il suffit de quelques lignes pour être transporté. Transporté au XIIIe siècle, dans la ville de Hamelin [...]. Transporté dans une histoire addictive, remarquablement contée, mêlant avec un art consommé du sucré-salé le drame à la fantaisie. Transporté surtout par une langue exceptionnelle, où chaque mot est un trésor, chaque ligne un bonheur de lecture, aussi savoureux que piquant : Flore Vesco ressuscite magnifiquement le français médiéval, aux notes fleuries et gouleyantes ». 
En 2021 est publié son roman jeunesse D'Or et d'oreillers. La Revue des livres pour enfants écrit dans son avis de lecture : « La virtuosité de cette romancière, gourmande et experte de toutes les curiosités que recèle notre langue, ne cesse de nous divertir : anagrammes, palindromes, références et métaphores sont à la fête ! [...] Le conte merveilleux s'invite : celui d'Andersen, La Princesse au petit pois, chef-d'œuvre de concision, que Flore Vesco prend plaisir à dilater, explorer dans ses moindres recoins pour nous l'offrir comme une hyperbole de la sensibilité féminine ». Pour Télérama : « Voici un livre éblouissant, dont le charme éclate dès les premières lignes, savoureusement inspirées de Jane Austen. Nous sommes dans le nord de l’Angleterre, au début du xixe siècle. [...]  Au roman victorien se mêle ainsi la référence au conte d’Andersen La Princesse au petit pois, puis d’autres ensuite, parfois juste le temps d’un clin d’œil — Alice, Cendrillon ou Barbe-Bleue. Flore Vesco subjugue par son habileté à faire de ce matériau composite un texte éminemment personnel et contemporain ». D'or et d'oreillers est lauréat 2022 du Prix Sorcières, catégorie  Carrément passionnant maxi.

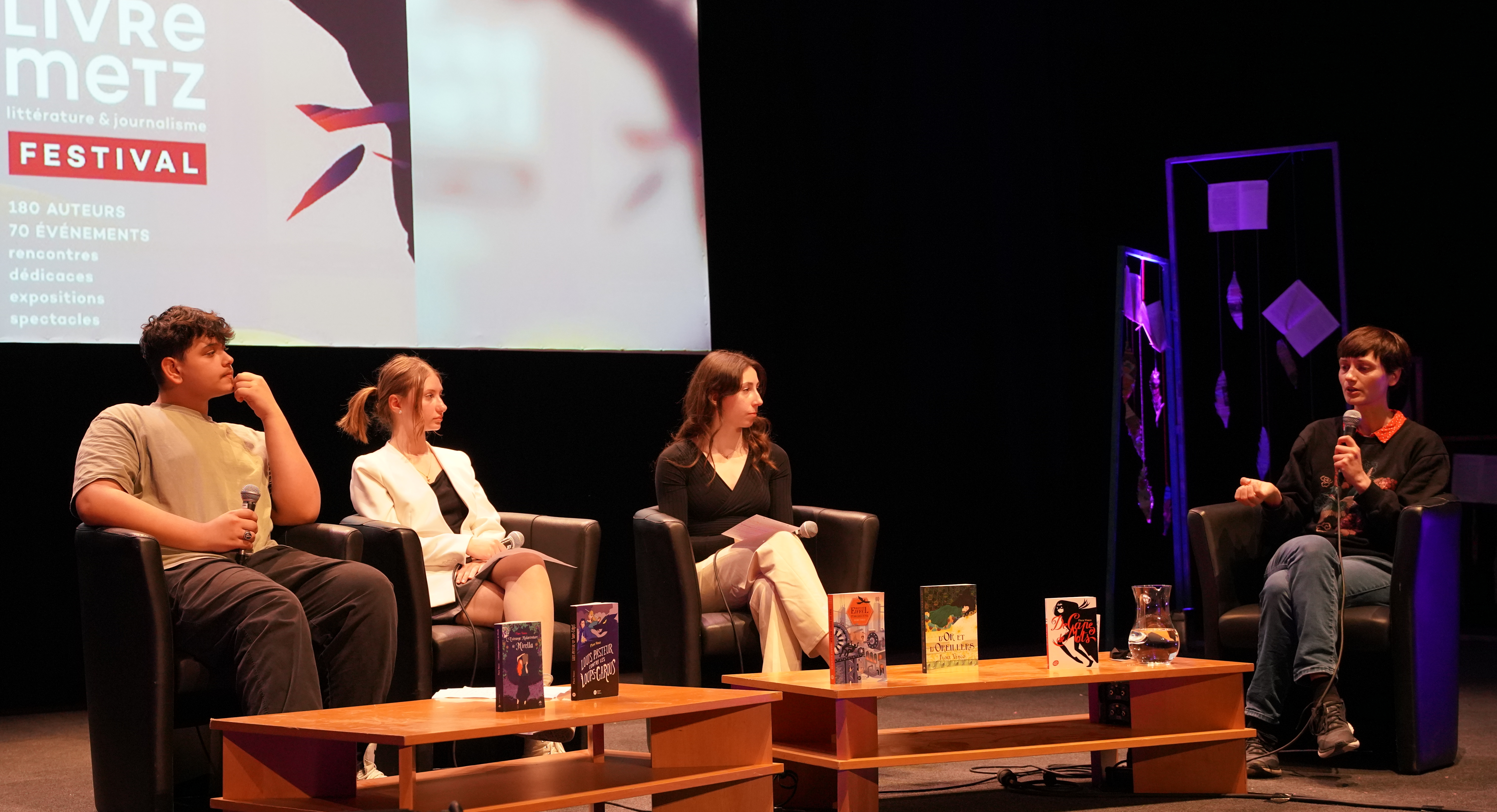
rencontre avec des élèves en 2023 lors de Le Livre à Metz.

Son roman pour adolescents De délicieux enfants, qui revisite le conte Le Petit Poucet, paraît en 2024. Pour Télérama : « Flore Vesco s’empare avec malice du conte de Perrault, et manie adroitement la langue et les corps pour mieux questionner les représentations. Savoureux. [...]
Mais surtout, il y a une langue. Et quelle langue ! Ici, on s’enforeste, on batacule en arrière, on souffle comme un scrofuleux... Avec la virtuosité et la malice qu’on lui connaissait déjà [...], Flore Vesco égratigne les représentations masculines et questionne le patriarcat ».
En 2024, elle est sélectionnée pour le prestigieux prix suédois, le Prix commémoratif Astrid-Lindgren.

## Prix et distinctions
- Prix Vendredi 2019 pour L’Estrange Malaventure de Mirella[7]
- Prix Sorcières 2020, catégorie "Carrément passionnant maxi", pour L'Estrange Malaventure de Mirella[15]
- Prix Imaginales 2020, catégorie Jeunesse, pour L'Estrange Malaventure de Mirella[16],[17].
- Prix Sorcières 2022[12] Catégorie Carrément passionnant maxi, pour D’or et d’oreillers
- Grand Prix SGDL du Roman Jeunesse 2022, pour D’or et d’oreillers[18]
- (international) « Honour List » 2022[19] de l' IBBY pour D’or et d’oreillers
- Sélection pour le prix commémoratif Astrid-Lindgren 2024[14]
- Grand prix de l'Imaginaire du meilleur roman francophone pour la jeunessee 2025 pour De délicieux enfants[20]

## Publications
- De cape et de mots, Didier Jeunesse, juin 2015
- Louis Pasteur contre les loups-garous, Didier Jeunesse, septembre 2016
- Gustave Eiffel et les âmes de fer, Didier Jeunesse, mai 2018
- L'Estrange Malaventure de Mirella[10], L'École des loisirs, avril 2019
- 226 bébés, Didier Jeunesse, septembre 2019
- D'Or et d'oreillers[2], L'École des loisirs, mars 2021
- De cape et de mots, dessin de Kerascoët, Dargaud, octobre 2022  - Sélection jeunesse du Festival d'Angoulême 2023
- De délicieux enfants[13], L'école des loisirs, 2024  (ISBN 9782211336727)